# Beate Tröger (Bibliothekarin)
Beate Tröger (* 5. Januar 1961 in Dinslaken) ist eine deutsche Bibliothekarin und seit 1. Mai 2004 Direktorin der Universitäts- und Landesbibliothek Münster.

## Leben
Beate Tröger studierte Philosophie, Erziehungswissenschaften, Germanistik, Kunstgeschichte an der Ruhr-Universität Bochum und an der Universität Duisburg-Essen. 1993 wurde sie zum Dr. phil. promoviert und absolvierte anschließend bis 1995 ein Referendariat für wissenschaftliches Bibliothekswesen an der Fachhochschule für Bibliothekswesen in Köln. Von 1995 bis 2000 war sie an der Universitätsbibliothek Dortmund und an der Universitätsbibliothek Duisburg-Essen tätig, jeweils mit dem Arbeitsschwerpunkt „Digitale Bibliothek“. Zugleich nahm sie von 1997 bis 1998 eine Vertretungsprofessur an der Fachhochschule Köln (heute Technische Hochschule Köln) mit dem Schwerpunkt „Organisation von Informationseinrichtungen“ wahr. Im Jahr 2000 wurde sie zur Stellvertretenden Direktorin des Deutschen Instituts für Internationale Pädagogische Forschung in Frankfurt am Main ernannt, eine Funktion, die sie bis 2004 ausübte, obwohl sie 2001 einen Ruf an den Fachbereich Informationswissenschaft der Fachhochschule Köln erhielt. Die Westfälische Wilhelms-Universität Münster ernannte sie zum 1. Mai 2004 zur Direktorin ihrer Universitäts- und Landesbibliothek.
Beate Tröger ist Mitglied der Ständigen Kommission für Digitale Infrastrukturen der Hochschulrektorenkonferenz, Mitglied und stellvertretende Vorsitzende im Vorstand des Deutschen Bibliotheksverbandes, Mitglied im Beirat der Deutschen Nationalbibliothek sowie Mitglied im Stiftungsrat der Deutschen Zentralbibliothek für Medizin Köln, s. ZB MED – Informationszentrum Lebenswissenschaften. Von 2000 bis 2004 war sie Kommissionsvertreterin der Deutschen Gesellschaft für Erziehungswissenschaft in der IuK-Initiative der Wissenschaftlichen Fachgesellschaften, von 2004 bis 2007 Mitglied im Think-Tank „Information und Dokumentation, Bibliotheken, Informationsgesellschaft und Wissensmanagement“ des British Council sowie von 2006 bis zum April 2012 Vorsitzende des Unterausschusses Überregionale Literaturversorgung der Deutschen Forschungsgemeinschaft. Von 2006 bis 2011 war sie Mitglied, stellvertretende Vorsitzende und Vorsitzende im Ausschuss „Wissenschaftliche Bibliotheken und Informationssysteme“ (AWBI) der Deutschen Forschungsgemeinschaft sowie von 2009 bis 2011 Vorsitzende der Deutschen Initiative für Netzwerkinformation (DINI). Sie war darüber hinaus von 2011 bis 2015 Mitglied im Wissenschaftlichen Beirat des Deutschen Instituts für Internationale Pädagogische Forschung (DIPF) in Frankfurt am Main.